# Eiphosoma kelpanum
Eiphosoma kelpanum là một loài tò vò trong họ Ichneumonidae.